# Austrolethops wardi
Austrolethops wardi es una especie de peces de la familia de los Gobiidae en el orden de los Perciformes.

## Morfología
- Los machos pueden llegar a alcanzar los 6 cm de longitud total
- Ojos pequeños.[1][2][3]

## Hábitat
Es un pez de mar y de clima tropical y asociado a los arrecifes de coral. 

## Distribución geográfica
Se encuentra desde el África Oriental hasta el sur de la Gran Barrera de Coral y Guam. 

## Observaciones
Es inofensivo para los humanos. 